# Власов, Вячеслав Всеволодович
Вячеслав Всеволодович Власов (род. 4 октября 1957 года) — советский и украинский учёный в области виноградарства, виноделия и почвоведения, доктор сельскохозяйственных наук, академик Национальной академии аграрных наук Украины (2016), Заслуженный работник сельского хозяйства Украины (2006), Лауреат Государственной премии Украины в области науки и техники (2016), почётный профессор Одесского государственного аграрного университета (2017), почётный доктор Института агроэкологии и природопользования (2017). Директор Национального научного центра «Институт виноградарства и виноделия имени В. Е. Таирова» НААН Украины (ННЦ «ИВиВ им. В. Е. Таирова» НААН Украины) с 2001 по 2019 годы. С 2020 года советник при дирекции ННЦ «ИВиВ им. В. Е. Таирова» НААН Украины.

## Биография
В. В. Власов родился 4 октября 1957 года в деревне Поздняково, Фатежского района, Курской области, РСФСР.

### Образование
В 1964—1972 годах В. В. Власов обучался в Шуклинской средней школе, (село Шуклино, Фатежского района, Курской области, РСФСР). Окончил «с отличием» Калиновский сельскохозяйственный техникум (село Калиновка, Хомутовского района, Курской области, РСФСР) по специальности «Агрономия» в 1976 году. Окончил биолого-почвенный факультет Кишинёвского государственного университета (Молдавия) по специальности «Почвоведение и агрохимия» в 1981 году.
В 2003 году В. В. Власов защитил кандидатскую диссертацию на тему «Агроэкологическое обоснование размещения виноградных насаждений в Северном Причерноморье (на примере Овидиопольского района Одесской области)», а в 2009 году — защитил докторскую диссертацию на тему «Экологические основы формирования ампелоландшафтов».

### Профессиональная деятельность
С 1981 по 1990 годы В. В. Власов работал в проектном институте «Колхозвинсадпроект» (город Кишинёв, Молдавия), где прошёл путь от инженера до главного специалиста института. С 1990 по 1991 годы работал в сельскохозяйственном малом предприятии по обслуживанию АПК Украины «Агросинтекссад» (город Одесса) на должности главного специалиста-почвоведа. С 1992 по 1995 годы работал в семеноводческом хозяйстве «Безбородьковский» (Черкасская область), где прошёл путь от агронома до заместителя директора хозяйства. С 1995 по 2001 годы работал в Государственном предприятии «Опытное хозяйство «Таировское» Института виноградарства и виноделия имени В. Е. Таирова УААН (посёлок Таирово, Овидиопольский район, Одесская область) на должности директора. С 2001 года и по настоящее время занимает должность директора «Института виноградарства и виноделия имени В. Е. Таирова» (с 2003 года, согласно Указу Президента Украины от 21 ноября 2003 года № 1329/2003 — Национальный научный центр «Институт виноградарства и виноделия имени В. Е. Таирова»).
Научно-организационная и методическая деятельность В. В. Власова направлена на решение проблем повышения эффективности отрасли виноградарства и виноделия Украины. Власов В. В. является автором более 450 научных, научно-популярных и монографических изданий (в том числе 15 монографий, 39 патентов), отдельных статей в энциклопедических изданиях, журналистских публикаций, библиографических указателей. Вячеслав Всеволодович является инициатором исследований интегрированной агроэкологической оценки земель сельскохозяйственного назначения для размещения виноградников в южных районах Украины, отраслевой Программы развития виноградарства Украины на период до 2025 года и региональной программы «Виноградарство и виноделие Одесщины на 2013—2025 годы» утверждённой решением Одесского областного совета 24.04.2013 года. Также Власов В. В. является руководителем научно-технической программы НААН Украины «Виноградарство», председателем Специализированного учёного совета К 41.374.01 «Виноградарство» по защите кандидатских и докторских диссертаций, под его руководством осуществляет свою деятельность научная школа по ампелоекологии в составе 2-х докторов наук, 4-х кандидатов наук, 3-х аспирантов. Под научным руководством учёного защищено 3 диссертации на соискание учёной степени кандидата сельскохозяйственных наук.
За время работы на должности директора ННЦ «ИВиВ им. В. Е. Таирова» НААН Украины В. В. Власов приложил много усилий для организации эффективной работы отделов и лабораторий института, улучшения материально-технической базы, подготовки научных кадров в условиях недостаточного финансирования и при недостатке средств для поддержания функционирования института. Власов В. В. много внимания уделяет вопросам подготовки научных кадров для отрасли виноградарства. Так, созданы и успешно работают 20 совместных кафедр с вузами Одессы и Умани для подготовки магистров, и специалистов виноградарства и виноделия. В начале 2013 года впервые в Национальной академии аграрных наук Украины был создан научно-учебно-производственный комплекс на базе ННЦ «ИВиВ им. В. Е. Таирова» НААН Украины, Одесской национальной академии пищевых технологий и Государственного предприятия «Опытное хозяйство «Таировское» и одобренный Советом ректоров ВУЗов Одесского региона ІІІ-ІV уровней аккредитации. В 2015—2016 годы ННЦ «ИВиВ им. В. Е. Таирова» НААН Украины под научным руководством Власова В. В. проведена большая работа — ампелоэкологическая оценка территорий Одесской области, в рамках реализации Региональной программы развития Одесской области на 2014—2018 годы. Важной частью работы Власова В. В. является активное международное сотрудничество и расширение научных связей возглавляемого им учреждения с виноградарскими странами мира. Так ННЦ «ИВиВ им. В. Е. Таирова» НААН Украины плодотворно сотрудничает с научными учреждениями Армении, Австрии, Грузии, Молдовы, Сербии, Румынии, ЮАР, Китая, Франции, Болгарии, Венгрии, России.
11 октября 2016 года, указом Президента Украины, авторскому коллективу ННЦ «ИВиВ им. В. Е. Таирова» НААН Украины во главе с директором В. В. Власовым, присуждена Государственная премия в области науки и техники за работу «Система сертифицированного виноградного питомниководства Украины».

### Членство в профессиональных обществах
В 2010 году В. В. Власов избран членом-корреспондентом Национальной академии аграрных наук Украины по специальности «Виноградарство». В 2012 году избран членом Комитета по государственным премиям Украины в области науки и техники (секция сельское хозяйство). С 2013 году является членом Президиума Национальной академии аграрных наук Украины. В 2016 году избран действительным членом (академиком) Национальной академии аграрных наук Украины по специальности «Садоводство и виноградарство». Власов В. В. возглавляет редакционную коллегию межведомственного тематического научного сборника «Виноградарство и виноделие», а также является членом редакционной коллегии многих отечественных и зарубежных специальных изданий.

### Общественная деятельность
В. В. Власов депутат Овидиопольского районного совета двух созывов (1998—2007 годы). C 1998 года Власов В. В. является членом Аграрной партии Украины (член Одесского областного исполнительного комитета Аграрной партии Украины). Помощник-консультант на общественных началах народного депутата Украины Зубца Михаила Васильевича (2007—2012 годы). С 2011 года Власов В. В. является членом Одесского дипломатического клуба, который объединяет около 30 аккредитованных в Одессе дипломатических представительств (включая почётные консульства и культурные центры).

## Научное творчество
Власовым В. В. впервые в виноградарстве и виноделии был разработан, теоретически обоснован и предложен к дальнейшему научно-практическому применению термин «ампелоландшафт».
Власов В. В. в своих научных работах обосновал и разработал теоретические и методологические основы экологической оценки ампелоландшафтов на основании системного подхода.
Власовым В. В. впервые был разработан принципиальный алгоритм ампелоэкологического картографирования земель с применением ГИС-технологий .
Власов В. В. на практике осуществил ампелоэкологическое районирование почвенного покрова Северного Причерноморья . Результатом этой работы явилось создание подробных разномасштабных экологических оценок ампелоландшафтов Северного Причерноморья .
Власов В. В. сумел на основании имеющихся до него научных разработок других ученых  значительно развить и углубить понимание методических основ составления кадастра виноградников с учетом ампелоэкологической оценки земель.
Вышеперечисленные научные достижения Власова В. В. явились основой для разработки концепции развития виноградарства в Украине, отдельных административных областях, районах, землепользования поселковых и сельских советов и фермерских хозяйств . А разработанные им методологические основы кадастра виноградников явились основой для разработки современного кадастра виноградников в Украине .

## Заслуги

### Признание научных организаций Украины
В научных организациях Украины В. В. Власов был избран:
- почётным доктором:
  - Института агроэкологии и природопользования[укр.] (2017, Киев)
- почётным профессором:
  - Одесского государственного аграрного университета (2017, Одесса)

### Государственные награды и звания Украины

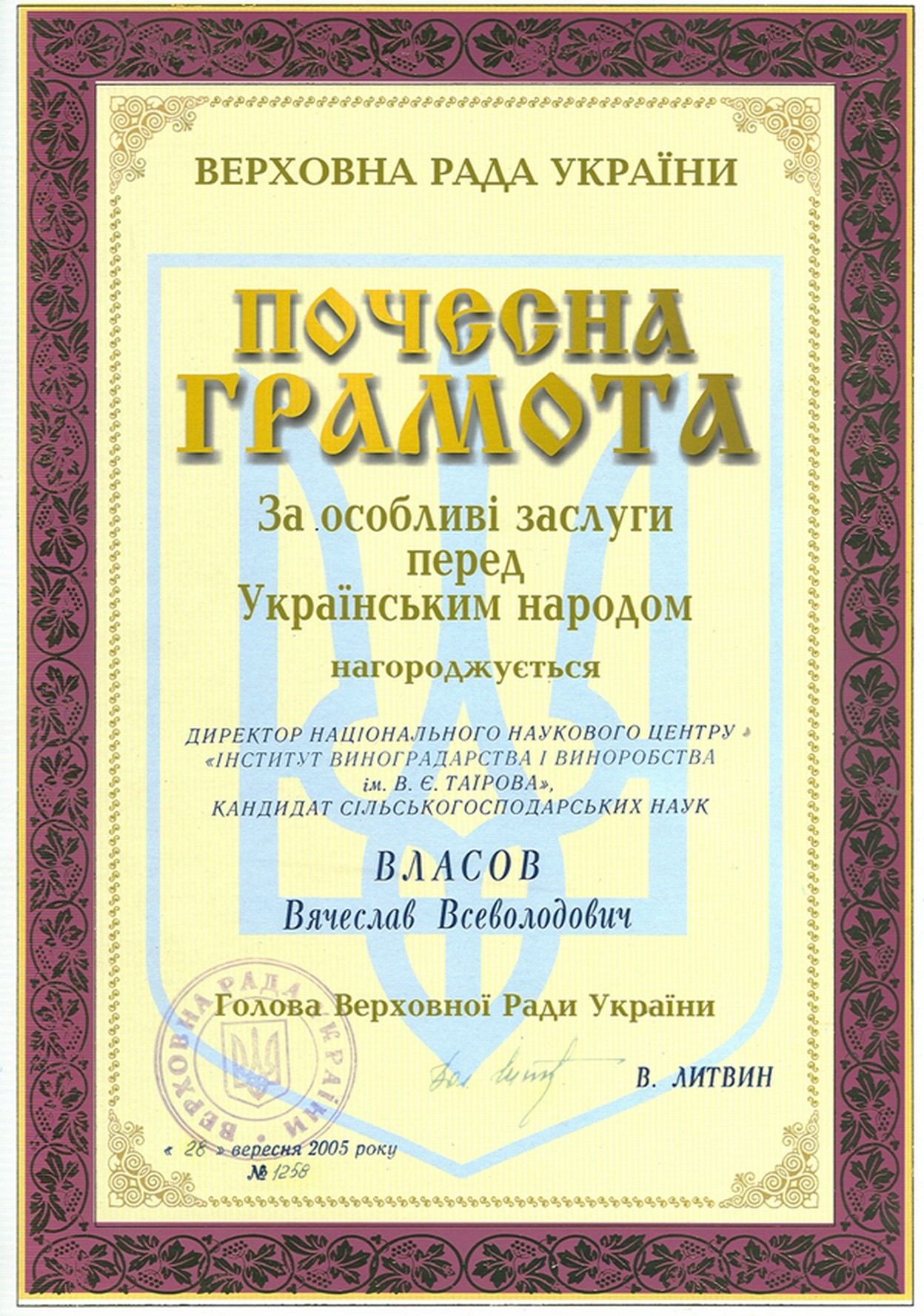
Почётная грамота Верховной Рады

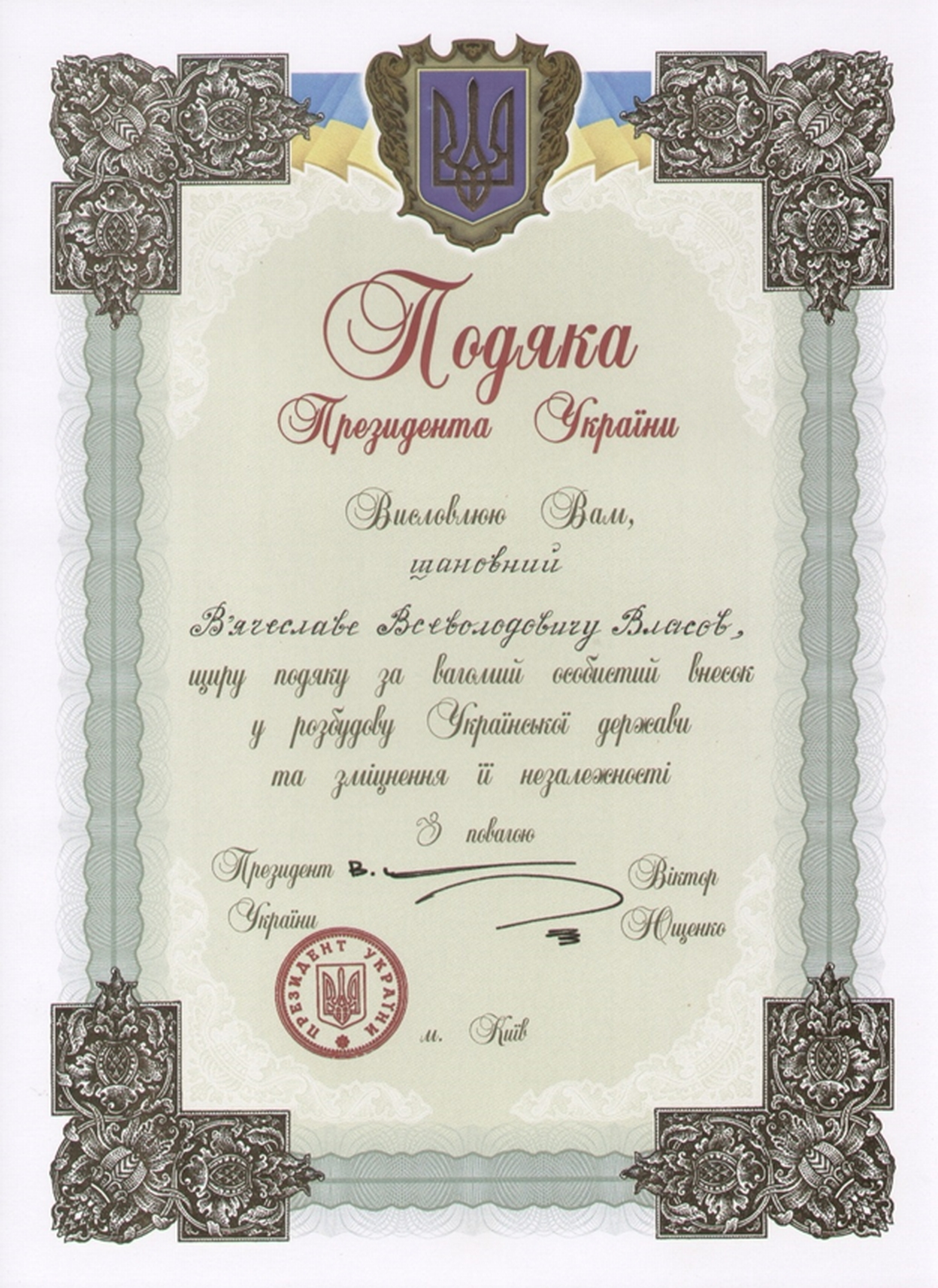
Благодарность Президента Украины

- Юбилейная медаль «10 лет независимости Украины» (2001 года)
- Почётная грамота Верховной Рады Украины[укр.] (28 сентября 2005 года) — за особые заслуги перед украинским народом
- Заслуженный работник сельского хозяйства Украины (18 августа 2006 года) — за значительный личный вклад в социально-экономическое, культурное развитие Украинского государства, весомые трудовые достижения и по случаю 15-й годовщины независимости Украины[12]
- Орден «За заслуги» III степени (13 ноября 2007 года) — за весомый личный вклад в развитие агропромышленного комплекса Украины, достижение высоких показателей в производстве сельскохозяйственной продукции, многолетний добросовестный труд и по случаю Дня работников сельского хозяйства[13]
- Благодарность Президента Украины (2009 года) — за весомый личный вклад в развитие Украинского государства и укрепление его независимости
- Юбилейная медаль «20 лет независимости Украины» (19 августа 2011 года) — за значительный личный вклад в социально-экономическое, научно-техническое и культурно-образовательное развитие Украинского государства, весомые трудовые достижения и многолетний добросовестный труд[14]
- Государственная премия Украины в области науки и техники (11 октября 2016 года) — за работу «Система сертифицированного виноградного питомниководства Украины[15]

### Государственные награды и звания иностранных государств
- Орден Дружбы (1 июня 2013 года,  Россия) — за большой вклад в укрепление дружбы и сотрудничества с Российской Федерацией[16]

### Церковные награды
- Орден Украинской Православной Церкви святого равноапостольного князя Владимира II степени (4 октября 2017 года) — за заслуги перед Украинской Православной Церковью и по случаю 60-летия со дня рождения

### Награды и отличия ведомственных и общественных организаций Украины
- Почётный знак Украинской академии аграрных наук (13 ноября 2006 года)
- Почётная грамота Одесской областной государственной администрации «за весомый вклад в развитие отечественной аграрной науки, плодотворные достижения в обеспечении сельскохозяйственного производства, высокий профессионализм и по случаю 75-летия со дня основания Украинской академии аграрных наук» (18 декабря 2006 года)
- Почётный знак председателя Одесской областной государственной администрации «75 лет образования Одесской области» (27 февраля 2007 года)
- Трудовое отличие коллегии Министерства аграрной политики Украины «ЗНАК ПОЧЕТА» (1 октября 2007 года)
- Почётная грамота Профсоюза работников агропромышленного комплекса Украины «за многолетний плодотворный труд, весомый личный вклад в развитие отечественной науки о винограде и виноделии и по случаю 150 летия со дня рождения В. Е. Таирова» (16 сентября 2009 года)
- Почётный знак Одесского областного совета (9 октября 2009 года)
- Почётный знак Одесского городского головы «БЛАГОДАРНОСТЬ» (19 октября 2009 года)
- Благодарность Председателя Службы безопасности Украины (28 мая 2010 года)
- Благодарность Президиума Национальной академии аграрных наук Украины (31 мая 2010 года)
- Диплом победителя в номинации «Лидер агропромышленного комплекса Украины — 2012» от Министерства аграрной политики и продовольствия Украины (2012 года)
- Грамота Одесского дипломатического клуба «за выдающиеся научные достижения, весомый личный вклад в развитие отечественной отрасли виноградарства и формирования международного имиджа Украины, как государства с многолетними традициями виноделия» (12 сентября 2014)
- Премия за честь и достоинство «Достояние Одессы» от Думская. TV (16 мая 2015 года)
- Почётное звание «Лидер Украины» — «за бесспорное лидерство в производственной, бизнесовой, научной и творческой сферах» от Ассамблеи деловых кругов (2015 год)
- Почётный знак Федерации профсоюзов Украины «За развитие социального партнёрства» (25 августа 2015 года)
- Трудовое отличие Государственного учреждения «Институт охраны почв Украины» «ЗНАК ПОЧЁТА» (7 сентября 2015 года)
- Почётная грамота Президиума Национальной академии аграрных наук Украины «за многолетний добросовестный труд, весомый личный вклад в развитие отечественной аграрной науки в области виноградарства и виноделия, а также в связи с 60-летием со дня рождения» (20 сентября 2017)
- Почётный знак Института садоводства НААН (3 октября 2017 года)
- Медаль имени Василия Егоровича Таирова «за весомый вклад в развитие украинского виноградарства» (4 октября 2017 года)
- Почётный знак Одесского городского головы «ТРУДОВА СЛАВА» (4 жовтня 2017 року)
- Нагрудный знак Института агроэкологии и природопользования НААН «ПОЧЁТНЫЙ ДОКТОР ПО ЭКОЛОГИИ» (4 октября 2017 года)
- Почётный знак Института картофелеводства НААН (4 октября 2017 года)
- Почётный знак Совета ректоров Одесского региона «за вклад в развитие высшего образования» (4 октября 2017 года)
- Почётная грамота Профсоюза работников агропромышленного комплекса Украины «За многолетний добросовестный и плодотворный труд, высокий профессионализм в научной работе, значительный личный вклад в социальный диалог и по случаю личного юбилея — 60-летия со дня рождения» (4 октября 2017 года)
- Памятная юбилейная медаль «100 лет Национальной научной сельскохозяйственной библиотеки НААН» (9 ноября 2017 года)
- Памятная юбилейная медаль «100 лет Национальной академии аграрных наук Украины» (15 ноября 2018 года)

### Награды и отличия ведомственных и общественных организаций иностранных государств
- Почётная грамота Российской академии сельскохозяйственных наук «за развитие творческого научно-технического сотрудничества» (21 июля 2005 года)
- Почётная грамота Посольства Южно-Африканской Республики в Украине[укр.] «с благодарностью за личный вклад в укрепление дружбы и сотрудничества между украинским и южно-африканским народами» (17 июня 2014 года)
- Почётный диплом Министерства сельского хозяйства, регионального развития и окружающей среды Республики Молдова «за весомый вклад в развитие научно-практического сотрудничества в винном секторе обеих стран и в связи с 60-летием со дня рождения» (4 октября 2017 года)
- Медаль «Николае Милеску Спетарул» Академии наук Молдовы «за особый вклад в развитие научного и межакадемического сотрудничества в области виноградарства и виноделия и по случаю 60-летия со дня рождения» (4 октября 2017 года)
- Благодарственное письмо Генерального консульства Республики Беларусь в Одессе[укр.] «за активное участие и личный вклад в развитие научно-исследовательского сотрудничества между Республикой Беларусь и Украиной и в связи с 60-летием со дня рождения» (4 октября 2017 года)
- Почётная Грамота Посольства Южно-Африканской Республики в Украине[укр.] «с благодарностью за личный вклад в укрепление дружбы и сотрудничества между народами Украины и Южной Африки» (17 октября 2019 года)
- БЛАГОДАРНОСТЬ Посольства Республики Армения в Украине «за многолетнюю научную работу в области виноградарства и виноделия, активное международное сотрудничество и расширение научных связей возглавляемого им учреждения с виноградарскими странами мира, и прежде всего, Армении; за участие в редакционной коллегии многих отечественных и зарубежных специальных изданий, за личный вклад в укрепление дружбы и сотрудничества между украинским и армянским народами, исследования жизни и сохранения научных достижений великого сына армянского народа, выдающегося ученого Василия Егоровича Таирова и активную общественную деятельность». (7 ноября 2019 года)

## Избранные труды
1. Агроекологічне обґрунтування розміщення виноградних насаджень у північному Причорномор’ї (на прикладі Овідіопольського району Одеської області) : автореф. дис. на здобуття наук. ступеня канд. с.-г. наук : спец. 03.00.16 «Екологія» / В. В. Власов. — К., 2003. — 16 с.
2. Агроекологічне обґрунтування розміщення виноградних насаджень у північному Причорномор’ї (на прикладі Овідіопольського району Одеської області) : дис. на здобуття наук. ступеня канд. с.-г. наук : спец. 03.00.16 «Екологія» / В. В. Власов. — Одеса, 2003. — 216 с.
3. Екологічні основи формування ампелоландшафтів : автореф. дис. на здобуття наук. ступеня д-ра с.-г. наук : спец. 03.00.16 «Екологія» / В. В. Власов; УААН, Ін-т агроекології. — Одеса, 2009. — 36 с.
4. Екологічні основи формування ампелоландшафтів : дис. на здобуття наук. ступеня д-ра с.-г. наук : спец. 03.00.16 «Екологія»/ В. В. Власов; УААН, Ін-т агроекології. — Одеса, 2009. — 222 с.
5. Власов В. В. Екологія винограду Північного Причорномор’я: [монографія] / В. В. Власов. — Одеса: ННЦ «ІВіВ ім. В. Є. Таїрова», 2009. — 157 с., 47 табл., 29 рис.
6. Власов В. В. Екологічні основи кадастру виноградних насаджень: [монографія] / В. В. Власов, О. Ф. Шапошнікова. — Одеса: ННЦ «ІВіВ ім. В. Є. Таїрова», 2009. — 124 с., 28 табл., 21 рис., 2 додатки.
7. Власов В. В. Виноградарство Северного Причерноморья: [монография] / [В. В. Власов, Н. А. Мулюкина, В. Б. Кобец и др.]; под ред. В. В. Власова. — Арциз: ФОП Петров О. С., 2009. — 232 с. — 15 табл., 5 рис., фото 9; цветной вкладыш: 2 карты, 3 схемы, 80 фото. — ISBN 978-966-2336-05-4.
8. Власов В. В. Василий Егорович Таиров: [документально-публицистическое издание] / В. В. Власов, В. А. Шерер. — Арциз: ФОП Петров О. С., 2009. — 176 с., 21 ил. — ISBN 978-966-2336-03-0.
9. Власов В. В. Экологические основы формирования виноградных ландшафтов: [монография] / В. В. Власов. — Арциз: ННЦ «ИВиВ им. В. Е. Таирова», 2013. — 260 с., 20 ил.; 311 бібліогр. джерел. — ISBN 978-966-2336-11-5.
10. Власов В. В. Учёные таировцы в истории института: [документально-публицистическое издание] / В. В. Власов, В. А. Шерер. — К.: ЧП Фирма «СЕРЖ», 2013. — Вып. 1. — 216 с., 63 ил.
11. Власов В. В. Історія української культури: навчальний посібник / [В. В. Власов, О. П. Сидоренко, С. С. Корлюк та ін.]; за ред. О. П. Сидоренка. — К.: Освіта України, 2014. — 576 с. — ISBN 978-617-7111-21-3.
12. Власов В. В. Ампелографический атлас сортов и форм винограда селекции Национального научного центра «Институт виноградарства и виноделия имени В. Е. Таирова» / [составители: Власов В. В., Мулюкина Н. А. и др.]. — К.: Аграрна наука, 2014. — 138 с., 3 рис., 135 фото, 36 диаграмм. — ISBN 978-966-540-379-1.
13. Власов В. В. Система сертифікованого виноградного розсадництва України: [монографія] / [ Я. М. Гадзало, В. В. Власов, Л. В. Герус та ін.]; за наук. ред. В. В. Власова. — К.: Аграрна наука, 2015. — 288 с., 17 рис., 84 фото. — ISBN 978-966-540-404-0.
14. Власов В. В. Праздник вина в институте Таирова / В. В. Власов, З. Н. Белякова, Л. В. Джабурия. — Одесса: ННЦ «ИВиВ им. В. Е. Таирова», 2015. — 44 с., 4 фото, 18 рис.
15. Власов В. В. Пропедевтичний курс з філософії науки: [посібник] / В. В. Власов, О. П. Сидоренко, С. С. Корлюк, Т. В. Розова. — К.: Освіта України, 2017. — 460 с. — ISBN 978-617-7366-35-4.
16. Власов В. В. Виноград, вино, здоров'я / [ В. В. Власов, О. І. Пашковський, В. В. Тарасова та ін.]; за наук. ред. В. В. Власова. — Одесса: ННЦ «ИВиВ им. В. Е. Таирова», 2018. — 56 с.
17. Власов В. В. Виноград: [монография] / [ В. В. Власов, Н. А. Мулюкина, Н. Н. Зеленянская и др.]; под науч. ред. В. В. Власова. — Одесса: Астропринт, 2018. — 616 с. — ISBN 978-966-927-412-0.

1. По утверждению В. Е. Таирова сам Бог создал земли южного региона для возделывания виноградных гроздей / В. В. Власов // Одес. изв. — 2002. — 11 июля [№ 126]. — С. 2.
2. Научное обеспечение устойчивого ведения виноградарства на юге Украины / В. В. Власов // Проблемы устойчивого ведения виноградарства : материалы Междунар. науч.-практ. конф., 8-9 авг. 2002 г. / РАСХН, ГНУ «Всерос. науч.-исслед. ин-т виноградарства и виноделия им. Я. И. Потапенко». — Новочеркасск : ГНУ ВНИИВиВ им. Я. И. Потапенко, РАСХН, 2004. — С. 52-61.
3. Система производства сертифицированного посадочного материала винограда в Украине / В. В. Власов, М. И. Тулаева, Н. А. Мулюкина // Питомниководство винограда : темат. сб. материалов секции виноградарства РАСХН / ФГБНУ «Сев.-Кавк. зон. науч.-исслед. ин-т садоводства и виноградарства». — Краснодар : СКЗНИИСиВ, 2004. — С. 34-43.
4. Закон принят, но многие проблемы остались / В. В. Власов // Одес. изв. — 2005. — 6 окт. [№ 185]. — С. 3.
5. Национальному научному центру «Институт виноградарства и виноделия имени В. Е. Таирова» — 100 лет / В. В. Власов // ІІ Международный форум виноделов и энологов : материалы (Одесса, 3-5 февр. 2005 г.). — Одесса : Экспо-Юг-Сервис, 2005. — С. 95.
6. Национальный научный центр «Институт виноградарства и виноделия им. В. Е. Таирова» / В. В. Власов // Одесса и одесситы в ІІІ тысячелетии. — К. : Новий світ, 2005. — Вып. 1. — С. 95.
7. Путь длиной в столетие / В. В. Власов // Сад, виноград и вино Украины. — 2005. — № 8-10. — С. 8-10.
8. Размещение насаждений и углубленная специализация виноградарства и виноделия юга Украины на основе агроэкологических изысканий / В. В. Власов // Проблемы интеграции в мировой рынок винограда и вина : материалы Междунар. науч.-практ. конф., 10-11 нояб. 2004 г. / РАСХН, ГНУ «Всерос. науч.-исслед. ин-т виноградарства и виноделия им. Я. И. Потапенко». — Новочеркасск : ГНУ ВНИИВиВ им. Я. И. Потапенко, РАСХН, 2005. — С. 86-90.
9. Слово науки всегда было и есть авторитетным / В. В. Власов // Сад, виноград и вино Украины. — 2005. — № 11-12. — С. 4-9.
10. Ампелоэкологические аспекты комплексных исследований природных условий на территории Северного Причерноморья / В. В. Власов, Г. В. Ляшенко, Е. Ю. Власова // Научно-прикладные аспекты дальнейшего развития и интенсификации виноградно-винодельческой отрасли в связи со вступлением России в ЕС и ВТО : материалы Всерос. науч.-практ. конф. (Махачкала, 12-13 сент. 2006 г.). — Махачкала, 2006. — С. 443—449.
11. Возрождение виноградарства — дело государственного значения / В. В. Власов // Голос Украины. — 2006. — № 177. — С. 9.
12. Вопросы комплексной оценки ампелоэкологических ресурсов на территории Северного Причерноморья / В. В. Власов, Г. В. Ляшенко, Е. Ю. Власова // Новые технологии производства и переработки винограда для интенсификации отечественной виноградо-винодельческой отрасли : материалы науч.-практ. конф., посвящ. 70-летию ВНИИВиВ им. Я. И. Потапенко / РАСХН, ГНУ «Всерос. науч.-исслед. ин-т виноградарства и виноделия им. Я. И. Потапенко». — Новочеркасск : ГНУ ВНИИВиВ им. Я. И. Потапенко, РАСХН, 2006. — С. 22-27.
13. Комплексная оценка ампелоэкологических ресурсов на примере отдельного административного района Одесской области / В. В. Власов, Г. В. Ляшенко, Е. Ю. Власова // Агротехнологические и экологические аспекты развития виноградо-винодельческой отрасли : материалы науч.-практ. конф., посвящ. 100-летию Е. И. Захаровой (Новочеркасск, 23-25 мая 2007 г.) / РАСХН, ГНУ «Всерос. науч.-исслед. ин-т виноградарства и виноделия им. Я. И. Потапенко». — Новочеркасск : ГНУ ВНИИВиВ им. Я. И. Потапенко, 2007. — С. 69-74. — (Захаровские чтения).
14. Ампелоэкологическое районирование как основа оптимизации размещения винограда / В. В. Власов // Виноградарство і виноробство : міжвід. темат. наук. зб. / ННЦ «Ін-т виноградарства і виноробства ім. В. Є. Таїрова». — Одеса : ННЦ «ІВіВ ім. В. Є. Таїрова», 2008. — Вип. 45 (2). — С. 3-7.
15. О неотложных задачах виноградарей в связи со вступлением Украины в ВТО / В. В. Власов // Голос Украины. — 2008. — 6 мая [№ 86]. — С. 9.
16. Оценка условий увлажнения и влагообеспеченность виноградных насаждений в засушливой зоне юга Украины / В. В. Власов // Агроекол. журн. — 2008. — Спец. вып. — С. 40-46.
17. Разработка новых сельскохозяйственных практик для устойчивого развития экологических ландшафтов / В. В. Власов // Современные проблемы ландшафтоведения и геоэкологии : материалы IV междунар. науч. конф., посвящ. 100-летию со дня рожд. проф. В. А. Дементьева (Минск, 14-17 окт. 2008 г.). — Минск : Изд. центр БГУ, 2008. — С. 218—219.
18. Состояние виноградников Нижнеднепровья в связи с изменением термических условий / В. В. Власов // Вісн. аграр. науки Півд. регіону : міжвід. темат. наук. зб. / Одес. ін-т агропром. вир-ва. — Одеса, 2008. — Вип. 9. — С. 38-42.
19. Экологические аспекты размещения виноградно-винодельческой отрасли в Украине / В. В. Власов, Г. В. Ляшенко // Сад, виноград і вино України. — 2008. — № 8-10. — С. 26-27.
20. Программа развития виноградарства в Украине : проблемы и перспективы : Всеукр. конгресс садоводов, виноградарей и виноделов (Одесса, 2009 г.) / В. В. Власов // ВиноГрад. — 2009. — № 7-8. — С. 56-59.
21. Продолжая дело Василия Таирова / В. В. Власов // ВиноГрад. — 2009. — № 10. — С. 36-37.
22. Теоретическое обоснование формирования ампелоландшафтов / В. В. Власов // Агроекол. журн. — 2009. — № 1. — С. 19-23.
23. Виноград — не всегда сладко, или почему отрасль обросла проблемами / В. В. Власов // Голос Украины. — 2010. — 28 июля [№ 138]. — С. 8-9.
24. Головокружение от трудностей / В. В. Власов // Акциз. — 2010. — № 12. — С. 34-36.
25. О первоочередных задачах виноградарства и виноделия Украины : (из выступления Вячеслава Власова, директора ННЦ «ИВиВ им. В. Е. Таирова» на Совете директоров корпорации «Укрвинпром») / В. В. Власов // ВиноГрад. — 2010. — № 11. — С. 12-14.
26. Вино необходимо пропагандировать не как алкогольный, а как пищевой продукт / В. В. Власов // Напитки. Технологии и инновации. — 2011. — № 4. — С. 26-29.
27. Кадастр виноградных насаждений в Украине — основа развития виноградарско-винодельческой отрасли / В. В. Власов, Г. В. Ляшенко, Е. Ю. Власова [О. Ф. Шапошникова, Ю. Ю. Булаева, М. Б. Бузовская] // Генетические ресурсы и селекционное обеспечение современного виноградарства : материалы Междунар. науч.-практ. конф. (Новочеркасск, 17-18 авг. 2011 г.) / РАСХН, ГНУ «Всерос. науч.-исслед. ин-т виноградарства и виноделия им. Я. И. Потапенко». — Новочеркасск : ГНУ ВНИИВиВ им. Я. И. Потапенко, 2011. — С. 202—212.
28. Без собственной питомниководческой базы не будет украинского виноградарства / В. В. Власов; интервью М. Н. Борисенко // Напитки. Технологии и инновации. — 2012. — № 3. — С. 11-12.
29. Вино должно иметь своё лицо / В. В. Власов; интервью А. И. Гриценко // Сад, виноград і вино України. — 2012. — № 3-4. — С. 26-31.
30. Владимир Шерер : учёный, наставник, человек / В. В. Власов // Напитки. Технологии и инновации. — 2012. — № 6-7. — С. 71.
31. Научные учреждения призваны быть кузницей кадров для виноградарства и виноделия / В. Власов; интервью М. Комаренко // ВиноГрад. — 2012. — № 1. — С. 34-37.
32. Проблемы виноделия Украины : пути решения в национальном и европейском контексте / В. В. Власов // Напитки, технологии, инновации. — 2012. — № 10. — С. 30-32.
33. Пути научного решения проблем / В. В. Власов // Аграр. тиждень. — 2012. — № 25. — С. 10-11.
34. Результаты и перспективы селекционной работы ННЦ «ИВиВ им. В. Е. Таирова» / В. В. Власов // Стан і перспективи формування сортових рослинних ресурсів в Україні : тези першої Міжнар. наук.-практ. конф., присвяч. 10-й річниці від Дня утворення Укр. ін-ту експертизи сортів рослин. — Кам’янець-Подільський : ПП «Медобори», 2012. — С. 56-57.
35. Ампелоэкологическая оценка территорий — основа системы контроля качества вина / В. В. Власов, Е. Ю. Власова, Г. В. Ляшенко [О. Ф. Шапошникова, Ю. Ю. Булаева, М. Б. Бузовская] // Формирование национальной системы контроля качества винопродукции : материалы Междунар. форума виноделов и энологов в рамках ХІІІ Междунар. специализир. выставок «Вино и виноделие. Высокий градус» (Одесса, 7 февр. 2013 г.). — Одеса, 2013. — С. 6-7.
36. Виноградарство ещё можно возродить, если за дело возьмётся государство / В. В. Власов // Голос Украины. — 2013. — № 108. — С. 12.
37. Кадастр виноградників України — основа контролю якості виноградарсько-виноробної продукції / В. В. Власов, О. Ю. Власова, О. Ф. Шапошнікова [М. Б. Бузовська, Ю. Ю. Булаєва.] // Біорізноманіття. Екологія. Адаптація. Еволюція : матеріали VI Міжнар. конф. молодих вчених, присвяч. 150-річчю від дня народж. видатного ботаніка В. І. Липського (Одеса, 13-17 трав. 2013 р.). — Одеса : Pechatniy dom, 2013. — С. 314—315.
38. Время виноделов. Один день в научном центре имени Таирова : интервью / В. В. Власов // Одес. жизнь. — 2014. — 19-30 марта [№ 12]. — С. 25.
39. Инновационные пути развития виноградарства Украины / В. В. Власов // Pomicultura, vitikucultura şi vinifeicaƫia în Moldova. — Kishinev, 2014. — № 4. — С. 39-40.
40. Куда бы мы не пришли — в Европейский союз или Таможенный союз — от виноделов требуется выпуск натуральной качественной винопродукции / В. В. Власов // Напитки. Технологии и инновации. — 2014. — № 1-2. — С. 30-32.
41. Сердце и душа украинского виноделия / В. В. Власов // Напитки. Технологии и инновации. — 2014. — № 9. — С. 16-18.
42. Виноградная лоза, ты ни в чём не виновата / В. В. Власов // Одес. изв. — 2015. — № 43 (4753). — С. 1-3.

1. Узагальнена ампелоекологічна оцінка сільськогосподарських угідь для оптимізації розміщення виноградників / В. В. Власов // Організаційно-економічні проблеми розвитку АПК : в 4-х ч. / за ред. П. Т. Саблука. — К. : ІАЕ УААН, 2001. — Ч. 2 : Орг. вир-ва та зем. відносини. — С. 306—308.
2. Агроекологія сталого розвитку виноградарства / В. В. Власов // Вісн. аграр. науки. — 2002. — № 11. — С. 57-58.
3. Екологічне обґрунтування розміщення виноградників / В. В. Власов // Вісн. аграр. науки. — 2002. — № 12. — С. 60-62.
4. Наукове забезпечення — виноградарству України / В. В. Власов // Пропозиція. — 2002. — № 10. — С. 51-53.
5. Розвиток виноградарства на півдні Одещини / В. В. Власов // Агроекол. журн. — 2002. — № 4. — С. 75-76.
6. Колиска українського виноградарства / В. В. Власов // Час відродження. — 2004. — № 7-8. — С. 150—152.
7. Національний науковий центр «Інститут виноградарства і виноробства ім. В. Є. Таїрова» / В. В. Власов // Україна аграрна : загальноукр. проект. — К. : БЛІЦ-ПРИНТ, 2004. — С. 62.
8. Перед нами — нові перспективи / В. В. Власов // Виноград. Вино. — 2004. — № 6. — С. 3.
9. Українському виноградарству і виноробству — сучасну законодавчу базу / В. В. Власов, В. О. Шерер // Виноград. Вино. — 2004. — № 4. — С. 4-5.
10. Агроекологічне обґрунтування розміщення виноградників з використанням ГІС-технологій / В. В. Власов, О. Ю. Власова, В. В. Омельченко // Виноградарство і виноробство : міжвід. темат. наук. зб. / ННЦ «Ін-т виноградарства і виноробства ім. В. Є. Таїрова». — Одеса : Optimum, 2006. — Вип. 43. — С. 5-12.
11. Наукове забезпечення галузі виноградарства / В. В. Власов, Т. Г. Постоян // Вісн. аграр. науки. — 2006. — № 12. — С. 53-54.
12. Агроекологічні аспекти концепції розвитку виноградарства в Одеській області / В. В. Власов, О. Ю. Власова // Аграр. вісн. Причорномор’я : зб. наук. пр. / Одес. держ. аграр. ун-т М-ва аграр. політики України. — Одеса : ОДАУ, 2007. — Вип. 37. — С. 58-62.
13. Ампелоекологічна оцінка територій та перспективи розвитку виноградарства в Україні / В. В. Власов // Вісн. аграр. науки. — 2007. — № 1. — С. 30-32.
14. Використання екологічного потенціалу територій — основний шлях розвитку галузі виноградарства України / В. В. Власов // Виноградарство і виноробство: міжвід. темат. наук. зб. / ННЦ «Ін-т виноградарства і виноробства ім. В. Є. Таїрова». — Одеса : Optimum, 2007. — Вип. 44. — С. 19-25.
15. Оцінка можливих змін агроекологічних умов вирощування винограду на півдні України у зв’язку з глобальною зміною клімату / В. В. Власов // Вісн. аграр. науки Півд. регіону : міжвід. темат. наук. зб. / Одес. ін-т агропром. вир-ва УААН. — Одеса, 2007. — Вип. 8. — С. 5-8.
16. Виноград, вино і закон або скільки проблем у виноградарства і виноробства / В. В. Власов // Нац. с.-г. палата України. — 2008. — № 6. — С. 21-23.
17. Виноградарі повинні диктувати таку політику, яка потрібна галузі / В. В. Власов // Сад, виноград і вино України. — 2008. — № 3-4. — С. 21-22.
18. Екологічний паспорт районованих в Україні сортів винограду / В. В. Власов, И. В. Шевченко, Г. В. Ляшенко // ВиноГрад. — 2008. — № 7. — С. 22-25.
19. Екологічні умови формування агроландшафтів на території Північного Причорномор’я / В. В. Власов // Агроекол. журн. — 2008. — № 3. — С. 26-31.
20. У переддень реформ / В. В. Власов // Акциз. — 2008. — № 5. — С. 40-42.
21. Аналіз ампелоландшафтів Північного Причорномор’я / В. В. Власов // Вісн. аграр. науки . — 2009. — № 4. — С. 54-56.
22. Аналіз ґрунтових умов Північного Причорномор’я для закладання виноградних насаджень / В. В. Власов // Вісн. аграр. науки. — 2009. — № 9. — С. 68-71.
23. Визначення показників кількісного та якісного обліку виноградників для проведення кадастру виноградних насаджень в Україні / В. В. Власов, О. Ф. Шапошнікова // Виноградарство і виноробство : міжвід. темат. наук. зб. / ННЦ «Ін-т виноградарства і виноробства ім. В. Є. Таїрова». — Одеса : ННЦ «ІВіВ ім. В. Є. Таїрова», 2009. — Вип. 46 (1). — С. 20-23.
24. Давайте ж разом підіймати нашу галузь, її авторитет : матеріали пленер. засідання Всеукр. конгресу садівників, виноградарів і виноробів (Одеса, 2009 р.) / В. В. Власов // Сад, виноград і вино України. — 2009. — № 10-12. — С. 9-12.
25. Екологічна оцінка врожайності винограду на півдні України / В. В. Власов // Агроекол. журн. — 2009. — Спец. вип. — С. 76-78.
26. Мезомасштабне ампелоекологічне районування на прикладі окремого адміністративного району / В. В. Власов // Вісн. аграр. науки Півд. регіону. С.-г. та біол. науки : міжвід. темат. наук. зб. / Одес. ін-т агропром. вир- ва УААН. — Одеса : СМИЛ, 2009. — Вип. 10. — С. 14-20.
27. Стан та перспективи розвитку виноградарства в Україні / В. В. Власов // Зб. наук. пр. Селекц.-генет. ін-ту — Нац. центру насіннєзнавства та сортовивчення. — Одеса : СГІ-НАЦ НАІС, 2009. — Вип. 13 (53). — С. 218—230.
28. Структура моделі формування продуктивності ампелоландшафтів / В. В. Власов // Наук. вісн. Нац. у-ту біоресурсів і природокористування України. — К. : НУБіПУ, 2009. — № 132. — С. 123—134.
29. Характеристика просторового розподілу агрокліматичних ресурсів на півдні України як складової загальних ампелоекологічних ресурсів / В. В. Власов, Г. В. Ляшенко // Виноградарство і виноробство : міжвід. темат. наук. зб. / ННЦ «Ін-т виноградарства і виноробства ім. В. Є. Таїрова». — Одеса : ННЦ «ІВіВ ім. В. Є. Таїрова», 2009. — Вип. 46 (2). — С. 9-15.
30. Якість урожаю винограду як складова ампелоекологічної оцінки території / В. В. Власов // Вісн. аграр. науки. — 2009. — № 6. — С. 56-58.
31. Ампелокліматичне районування Північного Причорномор’я / В. В. Власов // Аграр. вісн. Причорномор’я : зб. наук. пр. / Одес. держ. аграр. ун-т. — Одеса, 2011. — Вип. 60. — С. 23-26.
32. Ампелокліматичне районування території Північного Причорномор’я / В. В. Власов // Виноградарство і виноробство : міжвід. темат. наук. зб. / НААН, ННЦ «Ін-т виноградарства і виноробства ім. В. Є. Таїрова». — Одеса : ННЦ «ІВіВ ім. В. Є. Таїрова», 2011. — Вип. 48. — С. 33-38.
33. Виноградарство — проблеми залишаються / В. В. Власов, В. О. Шерер // ВиноГрад. — 2011. — № 3. — С. 42-44.
34. Ампелокліматичне районування території Північного Причорномор’я / В. В. Власов // Напитки. Технологии и инновации. — 2012. — № 1-2. — С. 36-39.
35. Розвиток виноградарства стримується відсутністю державної підтримки : інтерв’ю / В. В. Власов // Уряд. кур’єр. — 2012. — 31 лип. [№ 135]. — С. 7.
36. Кадастр виноградників України — основа контролю якості виноградарсько-виноробної продукції / В. В. Власов, О. Ю. Власова, О. Ф. Шапошнікова [М. Б. Бузовська, Ю. Ю. Булаєва.] // Біорізноманіття. Екологія. Адаптація. Еволюція : матеріали VI Міжнар. конф. молодих вчених, присвяч. 150-річчю від дня народж. видатного ботаніка В. І. Липського (Одеса, 13-17 трав. 2013 р.). — Одеса : Pechatniy dom, 2013. — С. 314—315.
37. Виноградарство Північного Причорномор’я : нові проблеми і завдання / В. В. Власов // Виноград. Вино. — 2014. — № 5-6. — С. 6-9.
38. ННЦ «ІВіВ ім. В. Є. Таїрова» / В. В. Власов // Агропромисловий комплекс України : сьогодення та майбутнє. — К. : Престиж Медіа Інформ, 2014. — Вип. 5. — С. 47.
39. Система сертифікації садивного матеріалу винограду України / Я. М. Гадзало, В. В. Власов, Н. А. Мулюкіна [Л. В. Джабурія, М. І. Тулаєва, В. С. Чісніков, І. А. Ковальова, Л. О. Конуп, Н. М. Зеленянська] // Вісн. аграр. науки. — 2014. — № 11. — С. 5-11.
40. Виноградарство Одеської області : точка відліку / В. В. Власов // Одес. изв. — 2015. — 29 дек. (№ 112). — С. 2.
41. Система нормування меліоративних навантажень на ґрунтовий покрив під виноградними насадженнями / В. В. Власов, А. С. Кузьменко, Є. І. Кузьменко // Охорона ґрунтів та підвищення їх родючості : зб. наук. пр. : матеріали Всеукр. наук.-практ. конф. (Одеса, 16-17 верес. 2015 р.). — К., 2015. — Спец. вип. — С. 9-10.
42. Тенденції галузі виноградарства України та перспективи її інноваційного розвитку / Я. М. Гадзало, В. В. Власов // Вісн. аграр. науки. — 2015. — № 12. — С. 6-10.
43. Криза у галузі, як же подолати? / В. В. Власов // Сад, виноград і вино України. — 2016. — № 1. — С. 21-23.
44. Як вивести виноградарсько-виноробну галузь України з узбіччя на широку дорогу розвитку / В. В. Власов // Сад, виноград і вино України. — 2016. — № 1. — С. 20-21.

1. Ampeloecological Districting of the Northern Black Sea Area / V. V. Vlasov, Ye. Yu. Vlasova, G. V. Lyashenko [O. F. Shaposhnikova, Yu. Yu. Bulaeva, M. B. Buzovskaya.] // 34th World Congress of Vine & Wine. Poster Communication in Section I — Viticulture : B. Managing Vine Information. — Porto, Portugal, 2011.
2. Identification of the Causes of Diseases of Grapes: by Elisa and PCR / V. Vlasov, L. Konup, V. Chistyakova, A. Konup // Proc. 17th ICVG Meeting (Davis, California, USA, 7-14 October 2012). — Davis, 2012.
3. Evaluation of grapevine growing environment for viticultural districting and determination of areas for high quality wine production / O. Shaposhnikova, E. Vlasova, Iu. Bulaieva, V. Vlasov, А. Shtirbu // Conferenta de gruntoznavstva. — Bucuresti, Rumunij, 2013. — Р. 38-42.
4. Viral, Bacterial and Phytoplasmas Diseases of Grapes in South Ukraine / V. Vlasov, L. Konup, V. Chistyakova, A. Konup // Journal of Agricultural Science and Technology A. USA. — Nev York (USA), 2013. — № 13. — Р. 231—233.
5. Managing by the sustainable development of viticulture in Odessa region / V. Vlasov, L. Gingin, V. Popovich [et. al.] // Buletinul Ştiinƫific al Universităƫii de Stat «Bogdan Petriceicu Hasdeu» din Cahul. — 2015. — № 1 (13). — Р. 13-19.
6. Grapevine virus diseases testing in the seedlings introduced to Ukraine Proc / V. Vlasov, A. Konup, L. Konup, V. Chistyakova // 18th ICVG Meeting (Ankara, 7-11 September 2015). — Ankara (Turkey), 2015. — P. 151—153.
7. Natural grape products against alcoholism / V. V. Vlasov, N. A. Mulyukina, A. P. Levitskiky, A. I. Gritsuk // The 2-nd East-West Symposium on Biomedical Research of Alcohol-Related Diseases (Crodno, the Republic of Belarus, October 13-14, 2016). — Crodno, 2016. — P. 46.
8. Evaluation of agroecological conditions for wine growing with gis application / V. Vlasov, O. Vlasova // OIV — Congress — 2004. XXVIII. Weltkongress für Rebe und Wein 2. Generalversammlung der OIV. — Hofburg, Vienn (Austria), 2004. — P. 19.